# الأمل (فلم أنمي)
الأمل (باليابانية: うしろの正面だあれ، بالروماجي:  Ushiro no Shoumen Daare) هو فيلم أنمي ياباني من تأليف كابيكو إيبينا من إنتاج استوديو موشي برودكشن، عرض في اليابان في 9 مارس عام 1991، تم دبلجته إلى العربية من قبل مركز الزهرة وعرض على قناة سبيستون.

## القصة
تدور أحداث القصة عن حياة عائلة يابانية في زمن الحرب العالمية الثانية، وفي هذه عائلة توجود فتاة أسمها كايوكو هذه الفتاة كثيرة البكاء ومدللـه ولديها ثلاثة أخوه هم تشوكيتشي  الأخ أكبر وأخوها المتوسط تاكيجيرو، وأخوها الصغير كيسابورو. عندما تضع أمها طفلها الصغير كونوسوكي، تتغير حياة كايوكو وتتحمل المسؤولية في تربية أخيها الصغير. وفي فصل الصيف وفي أزياد حده الطائرات الحربية فوق مدينتهم قرر أهلها إرسال كايوكو إلى عمتها ماسي حالما تنتهي مشكلة الحرب، لكن كايوكو تفقد عائلتها كلها ما عدا أخيها كيسابورو، وبعدها قامت عمتها بأرسلها إلى أحد أقاربها، وهنا تذهب كايوكو للبحث عن أخيها.

## الأداء الصوتي
| الشخصية                              | الأداء الصوتي     |
| ------------------------------------ | ----------------- |
| كايوكو ناكاني                        | كاتسو ميو         |
| أوتوكيتشي ناكاني (والد كايوكو)       | نوريو واكاموتو    |
| يوشي ناكاني (والدة كايوكو)           | ماساكو إيكيدا     |
| تشوكيتشي ناكاني (شقيق كايوكو الأكبر) | ياسوتاكا إبينا    |
| تاكيجيرو ناكاني (شقيق كايوكو الثاني) | نوزومي ساساكي     |
| كيسابورو ناكاني (شقيق كايوكو الأصغر) | ماساكو نوزاوا     |
| كونوسوكي ناكاني (شقيق كايوكو الرضيع) | ميتشيو ياناغيساوا |
| جدة كايوكو                           | تيري نونومامي     |

## الأصوات العربية
- ميادة درويش - كايوكو
- بثينة شيا - كاي
- حنان شقير - الأم
- أيمن السالك - الأب
- فدوى سليمان - يوكا
- أنجي اليوسف - الجدة
- أمل عمران - العمة
- أيمن السالك - مذيع الراديو، بائع السمك، زوج عمة

## وصلات خارجية
- فيلم الأمل على موقع myanimelist
- فيلم الأمل على موقع قاعدة بيانات الأفلام على الإنترنت